# ناحیه یوبلانیکا
ناحیه یوبلانیکا (به صربی: Jablanica District) یک روستا در صربستان است که در صربستان واقع شده‌است. ناحیه یوبلانیکا ۲٬۷۶۹ کیلومتر مربع مساحت و ۲۵۵٬۴۶۳ نفر جمعیت دارد.